# قیفک‌دار
قیفک‌دار(نام علمی: Choanephora) نام یک سرده از تیره قیفک‌داران است.